# Eritrichium sajanense
Eritrichium sajanense är en strävbladig växtart som först beskrevs av Malysch., och fick sitt nu gällande namn av Siplivinskii. Eritrichium sajanense ingår i släktet Eritrichium och familjen strävbladiga växter. Inga underarter finns listade i Catalogue of Life.